# St. Bartholomäus (Miłomłyn)
Die St.-Bartholomäus-Kirche in Miłomłyn (deutsch Liebemühl) ist ein um die Wende 19./20. Jahrhunderts errichtetes Bauwerk. Ursprünglich evangelische Pfarrkirche für das Kirchspiel Liebemühl in Ostpreußen, wurde sie nach 1945 der römisch-katholischen Kirche in Miłomłyn im heutigen Bistum Elbląg in Polen übereignet.

## Geographische Lage
Die Kleinstadt Miłomłyn (Liebemühl) liegt im Westen der polnischen Woiwodschaft Ermland-Masuren im Oberland der einstigen Provinz Ostpreußen, elf Kilometer nordwestlich der Kreisstadt Ostróda (Osterode in Ostpreußen). Über die Schnellstraße 7 (auch Europastraße 77) Danzig–Warschau–Krakau ist die Stadt verkehrstechnisch günstig zu erreichen.
Die St.-Bartholomäus-Kirche steht im Stadtzentrum an der Südseite der ulica Pasłęcka.

## Kirchengebäude
Eine um 1335 errichtete und 1341 geweihte Kirche wurde in den Jahren 1587, 1683 und 1720 jeweils aufwendig restauriert. Im Jahre 1898 war sie jedoch so baufällig, dass ein Abbruch vorgenommen werden musste. Ein Kirchneubau wurde geplant. Die neue Kirche sollte am alten Standort errichtet werden. Dazu war es notwendig, von der Ostung abzuweichen und die Achse in Nord-Süd-Richtung zu verlagern. So konnte man den alten Wehrturm der alten Stadtbefestigung erhalten, der schon zuvor als Glockenturm gedient hatte. Die beiden Gebäude konnte man mit einem Kreuzgang verbinden. Darin hat ein um 1400 gestiftetes Kruzifix bis heute seinen Platz gefunden.

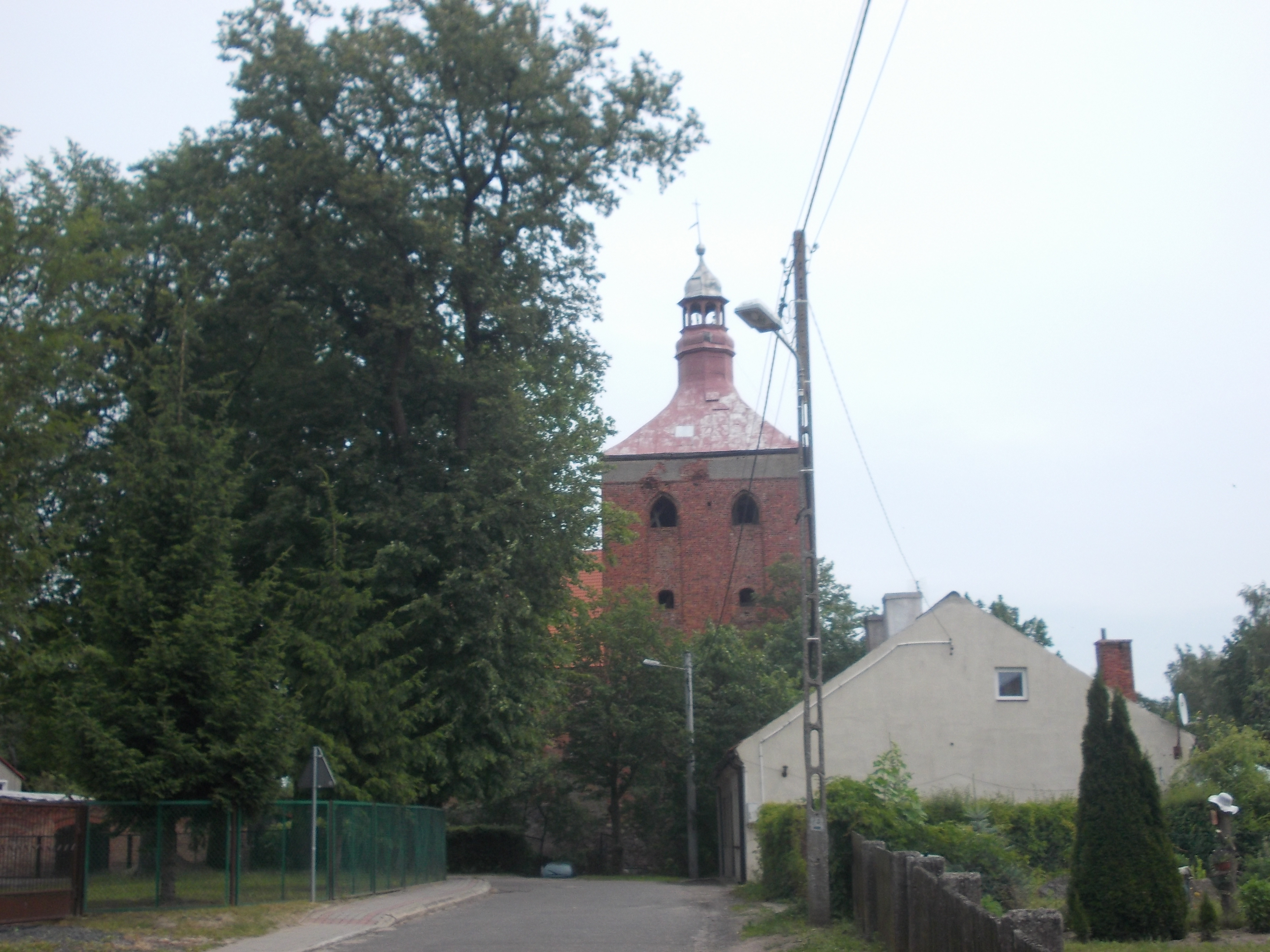
Der (Glocken-)Wehrturm

In den Jahren von 1898 bis 1901 entstand auf dem alten Platz ein neugotischer Kirchenbau aus Backsteinen. Er war chorlos. Das einschiffige Gebäude ist untermauert und mit Treppen- sowie Spitzgiebeln sowie halbrunden, verputzten Nischen geschmückt. Ein Satteldach aus Ziegeln überdeckt den Bau.
Die Haupteingangstür aus Eichenholz führt in das Innere der Kirche. Das ist von einem Tonnengewölbe überdeckt. Bögen aus bemaltem Holz zieren es. In der Vorhalle steht ein Taufbecken aus Stein, dessen Schale aus dem 15. Jahrhundert stammt.
Die Innenausstattung der Kirche wurde aus der Vorgängerkirche übernommen. Der Altar von 1712/1718 mit Schnitzwerken der berühmten Meister Johann Döbel und Isaak Riga stammt aus deren Königsberger Werkstätten. Er wurde 1901 neu vergoldet. Die spätbarocke Kanzel mit bemerkenswerten Büsten des Mose, Christus und zweier Evangelisten entstand 1720. Nicht mehr zu sehen ist ein Taufengel von 1717, den Christoph Reinhold Rampusch, Sohn des damaligen Pfarrers, anlässlich des 200-jährigen Reformationsjubiläums gestiftet haben soll. Man erzählt sich, dass der Engel der Tochter des Liebemühler Bürgermeisters sehr ähnlich gewesen war ...

Glasfenster „Bergpredigt“ der Glasmalereianstalt Ferdinand Müller

Im Jahre 1901 wurden die Kirchenfenster – gespendet von Gemeindegliedern – von dem Glasmaler-Atelier Ferdinand Müller in Quedlinburg angefertigt. Sie zeigen Darstellungen biblischer Berichte und Motive.
Eine Orgel erhielt die Vorgängerkirche 1657 aus einer Königsberger  Werkstatt. 1901 wurde ein neues Werk von den Orgelbaumeistern August Terletzki und Eduard Wittek aus Elbing angefertigt. Es verfügt über 23 klingende Stimmen.
Die Kriegszeiten hat das Liebemühler Kirchengebäude relativ gut überstanden. Beschädigungen ans den Fenstern mussten allerdings behoben werden, wobei ein verlorenes Rosettenfenster von Rudolf Hans Zillguth (sein Urgroßvater war von 1886 bis 1895 Stadtverordneter in Liebemühl, seine Tochter Glasmalermeisterin in Oberkirch) gespendet wurde.
Nach der Übereignung des Gotteshauses an die Römisch-katholische Kirche fügte man neben dem (Haupt-)Altar zwei Seitenaltäre ein. Im Jahre 2000 fand eine grundlegende Restaurierung statt.

## Kirchengemeinde
Erste Erwähnungen eines Pfarrers Ludwik in Liebemühl stammen aus dem Jahre 1323. 1340 wurde hier eine Pfarrei gegründet und das 1335 errichtete Gotteshaus zur Pfarrkirche erklärt. Mit der Reformation, die 1525 in Ostpreußen eingeführt wurde, bekannte sich die Liebemühler Gemeinde zur lutherischen Konfession.

### Evangelisch

#### Kirchengeschichte
Der erste evangelische Pfarrer in Liebemühl amtierte ab 1542. Auf Drängen der oberländischen Städte verlegte Herzog Albrecht den evangelischen Bischofssitz von Marienwerder nach Liebemühl. Die evangelischen Bischöfe von Pomesanien erhielten von 1567 bis 1587 die Liebemühler Burg als Residenz. Es amtierten hier die pomesanischen Bischöfe Georg von Venediger und Johannes Wigand. Beide wurden nach ihrem Tod in der Pfarrkirche zu Liebemühl bestattet. Herzog Georg Friedrich von Brandenburg-Ansbach schaffte das Bischofsamt ab und ersetzte es durch zwei Konsistorien mit Sitz in Königsberg und in Saalfeld.
Von der Inspektion Saalfeld wurde die Kirchengemeinde Liebemühl dann in den Kirchenkreis Osterode i. Ostpr. überführt, zu dessen Superintendenturbezirk Osterode sie bis 1945 gehörte.
Das Kirchspiel Liebemühl zählte im Jahre 1925 insgesamt 2216 Gemeindeglieder. Sie lebten größtenteils in der Stadt Liebemühl, aber auch in den mehr als zwanzig Dörfern, Ortschaften bzw. Wohnplätzen der Umgebung.
Flucht und Vertreibung der einheimischen Bevölkerung ließen die evangelische Gemeinde in der 1945 in „Miłomłyn“ umbenannten Stadt absterben. Nur noch wenige Gemeindeglieder versammelten sich noch bis in die 1960er Jahre zu ihren Gottesdiensten in der St.-Elisabeth-Kapelle in Liebemühl, bis sie dort aufgegeben wurden. Seither gehören die (wenigen) evangelischen Christen in Miłomłyn zur Gemeinde der Kreisstadt Ostróda in der Diözese Masuren der Evangelisch-Augsburgischen Kirche in Polen.

#### Kirchspielorte
Bis 1945 gehörten zum Kirchspiel Liebemühl 28 Dörfer, Ortschaften bzw. Wohnplätze:
| Deutscher Name                    | Polnischer Name |  | Deutscher Name    | Polnischer Name |
| --------------------------------- | --------------- |  | ----------------- | --------------- |
| Althütte                          | Kukła           |  | Grünort           | Lubień          |
| Amalienruh                        | Malinnik        |  | Holstein          | Kamieńczyk      |
| *Bieberswalde                     | Liwa            |  | Hornsberg         | Rogowo          |
| *Bienau                           | Bynowo          |  | Klein Altenhagen  | Majdany Małe    |
| *Bogunschöwen 1938–1945: Ilgenhöh | Boguszewo       |  | * Klein Gehlfeld  | Gil Mały        |
| Carlshof (Karlshof)               | Wydmuch         |  | (Klein) Wilmsdorf | Wielimowo       |
| Charlottenhof                     | Wólka Majdańska |  | Liebemühl         | Miłomłyn        |
| Emilienthal                       | Zatoka          |  | Liebrode          | Zacisze         |
| Eylingshöh                        | Iląg            |  | Liegen            | Ligi            |
| *Faltianken                       | Faltyjanki      |  | Pillauken, Forst  | Piławki         |
| Goldsberg                         | Ziemaki         |  | Prinzwald         | Barcinek        |
| *Groß Altenhagen                  | Majdany Wielkie |  | *Sallewen         | Zalewo          |
| Groß Gehlfeld                     | Gil Wielki      |  | Skapenwald        | Glimy           |
| Groß Werder                       | Ostrów Wielki   |  | *Tharden          | Tarda           |

#### Pfarrer
Als evangelische Pfarrer amtierten an der Pfarrkirche Liebemühl die Geistlichen (darunter zwischen 1850 und 1945 zahlreiche Hilfsgeistliche):
- Joseph Aurimontanus, 1542
- Wolfgang Hebeld, bis 1554
- Oswald von Sturm, ab 1554
- Lucas Leisker, 1567
- Heinrich Fabritius, 1571–1579
- Thomas Hartmann, 1580
- Johann Campius, 1583–1594
- Samuel Hebelius, 1594–1610
- Joachim Senftenberg, 1625
- Michael Meltzer, 1625–1627
- Merten Schubert
- Elias Lauriscus, 1631–1665
- Johann Otto, 1665–1680
- Christoph Rampusch, 1680–1700
- Johann Hintzer, 1710–1727
- Matthias Clemens, 1738–1751
- Georg Schwidder, 1751–1756
- Matthäus Kobylenski, 1756–1761
- Johann Gottfried Rogaczki, 1761–1771
- Paul Griciewski, 1771–1790
- Johann Grzywacz, 1791–1806
- Johann Wronna, 1806–1813
- Johann Samuel Gisevius, 1814–1822
- Andreas Viktor Hensel, 1823–1836
- Friedrich Rudolf Hensel, 1831–1837
- Bernhard Brachvogel, 1837–1854
- Otto Heinrich Wilhelm Kirchner, 1853–1858
- Heinrich Jacob Schirmacher, 1854–1863
- Christian Ludwig Bolle, 1864–1877
- Carl Gregor Liedtke, 1877–1886
- Ernst August Heinrich Sack, 1887
- Johann Julius G. Rimarski, 1887–1895
- Alfred Gotth. Petersdorf, 1893
- Ernst Richard Jencio, 1894–1896
- Franz Albert Rauch, 1895–1913
- Johann Emil Hoffmann, 1896
- Max Sarowy, 1897–1898
- Ferdinand Baginski, 1899–1900
- Gottfried Bienko, 1900–1902
- Robert Griggo, 1902
- Otto Arthur Dignatz, 1902–1903
- Heinrich Adolf Bachor, 1906–1907
- Georg Lehmann, ab 1908
- Eugen Drwenski, 1909–1910
- Gustav Plitt, 1913–1915
- Max Emil Oskierski, 1914–1934
- Ulrich Zahlfeld, ab 1920
- Johann Brandtner, ab 1921
- Bruno Muscheites, 1922–1923
- Bruno Moritz, 1924–1925
- Helmut Grämer, 1927
- Bruno Altenbruch, 1930
- Arnold Salewski (Salden), 1934–1945
- Hermann Bachler, 1937–1943

#### Kirchenbücher
Von den Kirchenbüchern der evangelischen Kirchengemeinde Liebemühl haben sich erhalten und werden in der Deutschen Zentralstelle für Genealogie in Leipzig aufbewahrt:
- Taufen: von 1712 bis 1874
- Trauungen: von 1712 bis 1874
- Begräbnisse: von 1712 bis 1874

### Römisch-katholisch
Das bis dahin der evangelischen Kirche gehörende Gotteshaus in Liebemühl wurde nach 1945 seitens der römisch-katholischen Kirche übernommen und bei der Weihe mit dem Patrozinium Apostel Bartholomäus versehen. Am 15. Februar 1962 errichtete das Bistum Ermland durch Bischof Tomasz Wilczyński hier eine Pfarrei.
Als in den 1960er Jahren die Gottesdienste, die in der 1931/32 erbauten römisch-katholischen St.-Elisabeth-Kapelle stattgefunden hatten, dort nicht mehr gefeiert wurden, blieb die Kapelle im Eigentum der römisch-katholischen Kirche. Am 17. April 1993 wurde sie neu geweiht und als Filialkirche der Pfarrei Miłomłyn unterstellt.
Die Pfarrei Miłomłyn gehört heute zum Dekanat Miłomłyn im Bistum Elbląg (Elbing). Folgende Pfarreiorte sind ihr zugeordnet:
| Polnischer Name | Deutscher Name                 |  | Polnischer Name | Deutscher Name |
| --------------- | ------------------------------ |  | --------------- | -------------- |
| Bagieńsko       | Baginsken 1938–1945: Bürgersee |  | Piławki         | Pillauken      |
| Faltyjanki      | Faltianken                     |  | Skarpa          | Skerpen        |
| Kamieńczyk      | Holstein                       |  | Tarda           | Tharden        |
| Liksajny        | Nickelshagen                   |  | Winiec          | Winkenhagen    |
| Majdany Wielkie | Groß Altenhagen                |  | Wólka Majdańska | Charlottenhof  |
| Miłomłyn        | Liebemühl                      |  | Zatoka Leśna    | Thorchen       |